# Difenilammina
La difenilammina (o N-fenilanilina) è un'ammina aromatica.
A temperatura ambiente si presenta come un solido giallo chiaro dall'odore tenue. È un composto tossico, pericoloso per l'ambiente.
Viene utilizzata come indicatore colorimerico per le reazioni di ossidazione con bicromato di potassio, reazione utilizzata per il dosaggio di determinati elementi, tra cui i sali ferrosi.
La balistite è ancora fabbricata come propellente solido per razzi, ma al posto della canfora si usa difenilammina, un composto chimicamente simile ma meno volatile.

## Preparazione e reattività
La difenilammina è prodotta dalla deamminazione termica dell'anilina sui catalizzatori di ossido:
{\displaystyle {\ce {2 C6H5NH2 -> (C6H5)2NH + NH3}}}
È una base debole, con un Kb di 10−14. Con acidi forti, forma sali. Ad esempio, il trattamento con acido solforico fornisce il bisolfato [(C6H5)2NH2]+[HSO4] - come polvere bianca o giallastra con p.f. 123-125 °C.
La difenilammina subisce varie reazioni di ciclizzazione. Con lo zolfo, fornisce la fenotiazina, un precursore dei prodotti farmaceutici.
{\displaystyle {\ce {(C6H5) 2NH + 2 S -> S (C6H4)2NH + H2S}}}
Con iodio, subisce deidrogenazione per dare carbazolo, con rilascio di ioduro di idrogeno:
{\displaystyle {\ce {(C6H5) 2NH + I2 -> (C6H4)2NH + 2 HI}}}
L'arilazione con iodobenzene dà trifenilammina.

## Usi

### Inibitore di scottature di mele
La difenilammina viene utilizzata come inibitore delle ustioni pre o post-raccolta per le mele. La sua attività anti-scottatura è il risultato delle sue proprietà antiossidanti, che proteggono la buccia delle mele dai prodotti di ossidazione dell'α-farnesene durante la conservazione. La scottatura della mela è una lesione fisica che si manifesta in macchie marroni dopo la rimozione della frutta dalla cella frigorifera.

### Stabilizzatore per polvere infume
Nella produzione di polvere infume, la difenilammina viene comunemente utilizzata come stabilizzante. La difenilammina agisce legando i prodotti di degradazione della nitrocellulosa (ad esempio NO, NO2 e acido nitrico), impedendo a questi prodotti di degradazione di degradarsi ulteriormente.

### Antiossidante
Le difenilammine alchilate agiscono come antiossidanti nei lubrificanti,  approvate per l'uso in macchine nelle quali non è escluso il contatto con alimenti.  Difenilammine alchilate e altri derivati sono usati come anti-ozonanti nella fabbricazione di prodotti in gomma, riflettendo la natura antiossidante dei derivati dell'anilina.

### Indicatore redox
Molti derivati della difenilammina sono usati come indicatori redox, particolarmente utili nelle titolazioni redox alcaline. L'acido difenilamminesolfonico è un semplice prototipo di indicatore redox, grazie alla sua migliorata solubilità acquosa rispetto alla difenilammina. Sono stati fatti tentativi per spiegare i cambiamenti di colore associati all'ossidazione della difenilammina.
In un'applicazione correlata, la difenilammina viene ossidata dal nitrato per dare una colorazione blu simile nel test della difenilammina per i nitrati.

### Coloranti
Diversi coloranti azoici sono derivati della difenilammina.

## Regolamentazione

### Europa
La CE ha fissato i livelli massimi di residui di difenilammina nel 2005. (Allegato II e parte B dell'allegato III del regolamento (CE) n. 396/2005). La difenilammina è stata una delle 84 sostanze di un programma di revisione della Commissione europea (CE) coperto da un regolamento del 2002 che richiede all'Autorità europea per la sicurezza alimentare (EFSA) su richiesta della CE di organizzare una revisione inter pares della valutazione iniziale, vale a dire un progetto di valutazione del rischio, e fornire una conclusione alla CE entro 6 mesi. La valutazione, ricevuta dall'EFSA nel 2007, ha avviato la revisione inter pares nell'ottobre 2007 inviandola per consultazione degli Stati membri della CE e dei richiedenti, i due produttori, Cerexagri s.a. , filiale italiana della United Phosphorus Ltd (UPL) e Pace International LLC. A seguito della revisione inter pares, per lo più privi di dati sui rischi per i consumatori, in particolare i livelli e la tossicità dei metaboliti non identificati della sostanza, la possibile formazione di nitrosammine durante la conservazione del principio attivo e durante la lavorazione delle mele trattate e la mancanza dei dati sul potenziale prodotto di degradazione dei residui di difenilammina nei prodotti trasformati, il 30 novembre 2009 la CE ha deciso di revocare le autorizzazioni per i prodotti fitosanitari contenenti difenilammina (2009/859 / CE).
La "Task force europea sulla difenilammina" ha presentato nuovamente una domanda alla CE con ulteriori dati e l'EFSA ha ricevuto una relazione aggiuntiva il 3 dicembre 2010. Il 5 dicembre 2011 l'EFSA ha concluso che la valutazione del rischio non ha eliminato le preoccupazioni, ha pubblicato questo parere nel 2012  ed è diventato legge nel 2013.

### Comitato misto OMS / FAO
Il comitato ha stabilito una dose giornaliera accettabile di 0,02 mg/kg/giorno in una riunione sui residui di pesticidi.

### EPA USA
Dopo l'approvazione del Food Quality Protection Act (FQPA) del 1996, l'Agenzia statunitense per la protezione dell'ambiente (EPA) aveva stabilito un livello di tolleranza per le mele a 10 ppm e per carne e latte a 0 ppm. Il LOAEL provvisorio era di 10 mg/kg/giorno.  Nel 1997 l'EPA ha approvato la nuova registrazione della difenilammina e ha stabilito che le tolleranze raccomandate soddisfacevano gli standard di sicurezza previsti dall'FQPA e che "dati adeguati indicano che le tolleranze per i residui nel latte e nella carne potrebbero essere aumentate da 0,0 ppm e stabilito come tolleranze separate impostato a 0,01 ppm". Da allora l'EPA non ha riesaminato la difenilammina.